# Träskholm, Nagu
Träskholm är en ö i Finland. Den ligger i sjön Haverö träsk och i Nagu i Pargas stad i den ekonomiska regionen  Åboland  och landskapet Egentliga Finland, i den södra delen av landet, 160 km väster om huvudstaden Helsingfors. Öns area är 0,5 hektar och dess största längd är 90 meter i nord-sydlig riktning.